# Ready to Rock
Ready to Rock è il primo EP degli Airbourne uscito nel 2004.

## Tracce
1. Ready To Rock 03:25
2. Stand And Deliver 05:05
3. When The Girl Gets Hot (The Love Don't Stop) 04:11
4. Come On Down 06:03
5. Runnin Hot 05:12
6. Hotter Than Hell 04:28
7. Women On Top 03:47
8. Dirty Angel 03:36

## Formazione
- Joel O'Keeffe - voce, chitarra
- David Roads- chitarra ritmica, cori
- Justin Street - basso, cori
- Ryan O'Keeffe - batteria